# Авдеев, Александр Иванович
Алекса́ндр Ива́нович Авде́ев (15 января 1930, Архангельское, Чердаклинский район, Ульяновский округ, Средневолжский край, РСФСР, СССР — 10 октября 2010, Йошкар-Ола, Марий Эл, Россия) — советский и российский партийный и административный деятель. Первый заместитель Председателя Совета Министров Марийской АССР (1969—1978). Член КПСС.

## Биография
Родился 15 января 1930 года в с. Архангельское ныне Чердаклинского района Ульяновской области в семье агронома и учительницы.
В 1952 году окончил Казанский сельскохозяйственный институт. Направлен в Куженерский район Марийской АССР: агроном Юледурской МТС, второй секретарь Куженерского райкома КПСС. С 1961 года — директор Марийской сельхозопытной станции в ранге первого заместителя министра сельского хозяйства, с 1962 года — заведующий отделом Марийского обкома КПСС. В том же году направлен в Звениговский район МарАССР: секретарь межрайонного парткома, в 1965—1969 годах — первый секретарь Звениговского райкома КПСС.
В 1969—1978 годах — первый заместитель Председателя Совета Министров Марийской АССР. В 1978—1988 годах — министр мелиорации и водного хозяйства МАССР, в 1988—1991 годах — председатель Госкомитета МАССР по охране природы, в 1992—1996 годах — министр экологии и природопользования Республики Марий Эл.
В  1963—1980 годах избирался депутатом Верховного Совета Марийской АССР 4 созывов.
Его многолетняя и плодотворная общественно-политическая деятельность отмечена орденами Трудового Красного Знамени (дважды), «Знак Почёта», медалями, а также Почётной грамотой Президиума Верховного Совета Марийской АССР (дважды).
Скончался 10 октября 2010 года в Йошкар-Оле. Похоронен на Туруновском кладбище.

## Награды
- Орден Трудового Красного Знамени (1971, 1975)[1][2][3]
- Орден «Знак Почёта» (1965)[1][2][3]
- Медаль ордена «За заслуги перед Отечеством» II степени (1996)[1]
- Медаль «За доблестный труд. В ознаменование 100-летия со дня рождения Владимира Ильича Ленина»
- Медаль «Ветеран труда»
- Почётная грамота Президиума Верховного Совета Марийской АССР (1980, 1990)[1][2][3]